# Kotłowo (województwo zachodniopomorskie)
Kotłowo (niem. Kothlow) – wieś w Polsce położona w województwie zachodniopomorskim, w powiecie koszalińskim, w gminie Biesiekierz.
Według danych z 31 grudnia 2005 r. wieś miała 217 mieszkańców.

## Historia
Lenno rodziny von Kameke. W ich rękach pozostawało do początku XIX w., kiedy to przeszło we władanie rodu von Villnow. Ostatnim właścicielem był H. Haling.

## Zabytki
We wsi znajduje się zespół dworsko-parkowy:
- dwór z XIX/XX w.,
- park naturalistyczny z końca XVIII w. o powierzchni 2 ha.